# Equips de la temporada 1999/00 de la Primera Divisió Espanyola
A la temporada 1999/2000 de la primera divisió espanyola hi van participar vint equips. La lliga va ser guanyada pel Deportivo de La Corunya, per primer cop en la seua història i per davant del FC Barcelona i del València CF. Per la part contrària, van baixar a Segona Divisió Reial Betis, Atlètic de Madrid i Sevilla FC. A més a més, va ser la temporada de debut en la màxima categoria del CD Numancia i del Màlaga CF després de la seua refundació.
Els jugadors que van participar en cada equip van ser els següents, ordenats per nombre de partits disputats.

## Deportivo de La Corunya
| - Víctor 37 - 4 gols - Manuel Pablo 37 - Songo'o 36 - Makaay 36 - 22 gols - Romero 34 - 1 gol - Turu Flores 34 - 8 gols - Mauro Silva 33 - Djalminha 31 - 10 gols - Pauleta 30 - 8 gols - Donato 29 - 3 gols - Flávio Conceição 27 - 4 gols - Naybet 25 - Jokanovic 23 - 2 gols - Fran 22 - 1 gol - Jaime 21 | - Schürrer 19 - Fernando 19 - Scaloni 14 - César 11 - 1 gol - Manel 6 - Ramis 3 - Iván Pérez 3 - Kouba 2 - Dani Mallo 0 - Barata 0 - Bassir 0 - Rubio 0 - Hélder 0 - José Manuel 0 |

Entrenador: Javier Iruretagoyena Amiano 38

## FC Barcelona
| - Cocu 35 - 6 gols - Figo 32 - 9 gols - Rivaldo 31 - 12 gols - Zenden 29 - 2 gols - Reiziger 29 - Dani Garcia 27 - 11 gols - Kluivert 26 - 15 gols - Abelardo 25 - 1 gol - Guardiola 25 - Puyol 24 - Xavi 24 - Hesp 22 - Frank de Boer 22 | - Bogarde 21 - 2 gols - Litmanen 21 - 3 gols - Simão 21 - 1 gol - Ronald de Boer 20 - 1 gol - Sergi 19 - 1 gol - Luis Enrique 19 - 3 gols - Gabri 17 - 2 gols - Arnau 16 - Dehu 11 - Nano 1 - Santamaría 1 - Amunike 0 |

Entrenador: Louis Van Gaal 38

## València Club de Futbol
| - Farinòs 34 - 5 gols - Claudio López 34 - 11 gols - Đukić 33 - Mendieta 33 - 13 gols - Pellegrino 33 - 1 gol - Gerard 33 - 4 gols - Juan Sánchez 32 - 5 gols - Kily González 31 - 2 gols - Angloma 30 - 1 gol - Angulo 29 - 5 gols - Carboni 28 - 1 gol - Cañizares 23 - Björklund 23 - Ilie 22 - 5 gols | - Albelda 21 - Òscar 20 - 4 gols - Palop 15 - Milla 12 - Gerardo 10 - Fagiani 8 - Vlaović 4 - Soria 3 - Roche 2 - Serban 1 - Bartual 0 - Caseiro 0 - Javi Navarro 0 - Camarasa 0 |

Entrenador: Héctor Raúl Cúper 38

## Reial Saragossa
| - Milošević 37 - 21 gols - Juanmi 37 - Vellisca 34 - 3 gols - Paco 34 - Juanele 34 - 9 gols - Santi Aragón 33 - 1 gol - Acuña 31 - 5 gols - Garitano 30 - 4 gols - Aguado 29 - 1 gol - Sundgren 28 - Pablo 27 | - Marcos Vales 24 - 3 gols - Yordi 23 - 9 gols - Cuartero 19 - Lanna 19 - José Ignacio 16 - Luis Helguera 16 - Jamelli 15 - 1 gol - Radímov 10 - 1 gol - Solana 8 - Laínez 2 - Martínez 1 |

Entrenador: José Francisco Rojo Arroitia 38

## Reial Madrid
| - Roberto Carlos 35 - 4 gols - Raúl 34 - 17 gols - Helguera 33 - Redondo 30 - Morientes 29 - 12 gols - Míchel Salgado 29 - Guti 28 - 6 gols - McManaman 28 - 3 gols - Casillas 27 - Sávio 25 - 4 gols - Karanka 22 - Julio César 21 - Hierro 20 - 5 gols - Geremi 20 - Iván Campo 20 - Anelka 19 - 2 gols | - Karembeu 15 - Sanchis 14 - Ognjenovic 11 - Baljic 11 - 1 gol - Meca 10 - 1 gol - Seedorf 10 - Bizarri 7 - Zárate 6 - 1 gol - Illgner 5 - Aganzo 4 - Eto'o 2 - Dorado 2 - Fernando 1 - Álvaro 0 - Rubio 0 |

Entrenador: John Benjamin Toshack 11, Vicente del Bosque González 27

## Deportivo Alavés
| - Martín Herrera 38 - Javi Moreno 37 - 7 gols - Desio 35 - 1 gol - Karmona 35 - 1 gol - Pablo 34 - 1 gol - Contra 33 - 2 gols - Téllez 33 - 1 gol - Torres Mestre 33 - Magno 31 - 3 gols - Kodro 30 - 5 gols - Astudillo 29 - 4 gols - Nan Ribera 29 - 2 gols | - Julio Salinas 28 - 8 gols - Morales 27 - 2 gols - Ibon Begoña 23 - Azkoitia 21 - 3 gols - Eggen 11 - Gañán 8 - Berruet 5 - Josete 5 - Asier Salcedo 5 - Chus Herrera 1 - Kike 0 - Álex 0 |

Entrenador: José Manuel Esnal 38

## Celta de Vigo
| - Cáceres 35 - 1 gol - Giovanella 34 - Karpin 34 - 6 gols - Makélélé 34 - 1 gol - Gustavo López 32 - 6 gols - McCarthy 31 - 8 gols - Velasco 29 - 1 gol - Juanfran 26 - 2 gols - Revivo 27 - 2 gols - Sergio Fernández 27 - 2 gols - Mostovoi 26 - 6 gols - Turdó 25 - 7 gols - Celades 24 - 1 gol - Djorovic 23 - 1 gol | - Tomás 21 - 1 gol - Dutruel 19 - Pinto 19 - Vivas 13 - Belmadi 10 - Coira 7 - Hoogendorp 7 - Mazinho 6 - Kaviedes 5 - Mena 3 - Bruno Caires 2 - Adriano 2 - Bouzón 2 - Berges 0 |

Entrenador: Víctor Fernández Braulio 38

## Reial Valladolid
| - Marcos 37 - César Sánchez 36 - Peña 34 - Víctor 34 - 13 gols - García Calvo 33 - 1 gol - Santamaría 31 - Rodrigo 29 - 8 gols - Eusebio 28 - 1 gol - Alberto 27 - 2 gols - Torres Gómez 25 - Vizcaíno 24 - Caminero 23 - 4 gols - Chema 20 - Turiel 20 | - Harold Lozano 20 - Heinze 18 - Shoji Jo 15 - 2 gols - Congo 12 - 1 gol - Javi Jiménez 12 - 2 gols - Peternac 11 - Márquez 11 - 1 gol - Isailovic 7 - Luis García 6 - Arilson 5 - Tena 3 - Orlando 2 - Ricardo 2 |

Entrenador: Gregorio Manzano Ballesteros 38

## Rayo Vallecano
| - Alcázar 36 - Cota 36 - Luis Cembranos 35 - 4 gols - Llorens 35 - 4 gols - Ferrón 35 - 7 gols - Hernandez 33 - 4 gols - Canabal 33 - 11 gols - Bolo 32 - 10 gols - Keller 28 - Míchel Sánchez 28 - 5 gols - Hélder 27 - 1 gol - Poschner 27 - Pablo Sanz 27 | - Míchel 24 - 1 gol - Estíbariz 23 - 1 gol - Amaya 21 - 1 gol - Clotet 20 - 1 gol - Lopetegi 10 - Van den Bergh 9 - Draper 4 - Gilmar 2 - Mandra 2 - Dani Bouzas 1 - Quinzinho 1 - Yubero 0 |

Entrenador: Juande Ramos 38

## RCD Mallorca
| - Olaizola 37 - Diego Tristán 35 - 18 gols - Miquel Soler 32 - Soler 32 - Nadal 31 - Ibagaza 31 - 1 gol - Engonga 31 - Leo Franco 30 - Lauren 30 - 3 gols - Carlos 29 - 9 gols - Siviero 29 - Stankovic 24 - 5 gols - Carreras 21 - 3 gols - Serrizuela 19 - Fernando Niño 17 - Armando 17 - 1 gol | - Eto'o 13 - 6 gols - Burgos 10 - Quinteros 10 - 2 gols - Biagini 8 - 1 gol - David 8 - 1 gol - Novo 6 - Djokaj 6 - Gabrich 5 - Romerito 3 - 1 gol - Cordero 1 - Güiza 1 - Martí 1 - Paco Sanz 1 - Robles 1 - César Gálvez 0 - Roa 0 |

Entrenador: Roberto Carlos Mario Gómez 2, Fernando Vázquez Pena 36

## Athletic Club de Bilbao
| - Etxeberria 35 - 10 gols - Felipe Guréndez 34 - Urzaiz 33 - 5 gols - Guerrero 32 - 6 gols - Lacruz 30 - 4 gols - Urrutia 29 - Ezquerro 28 - 6 gols - Alkiza 27 - Carlos García 27 - 3 gols - Imanol Etxeberria 26 - Larrazábal 26 - 4 gols - Patxi Ferreira 25 - 1 gol - Alkorta 24 - 1 gol - Edu Alonso 23 | - Javi González 22 - Tiko 17 - 1 gol - Lafuente 14 - Iñigo Larrainzar 14 - 1 gol - Imaz 13 - Sivori 13 - Jose Maria 12 - 1 gol - Roberto Rios 6 - Yeste 6 - Vales 5 - Lasa 3 - David Karanka 2 - Expósito 2 - Asensio 1 |

Entrenador: Luis Fernández 38

## Málaga CF
| - Contreras 37 - Valcarce 37 - 3 gols - De los Santos 36 - 4 gols - Movilla 35 - 2 gols - Txomin Larrainzar 33 - 1 gol - Catanha 33 - 24 gols - Rojas 32 - Rufete 31 - 5 gols - Sandro 28 - Bravo 27 - Edgar 27 - 5 gols - Agostinho 26 - 1 gol - Fernando Sanz 26 | - Ruano 24 - Luque 23 - 3 gols - Darío Silva 23 - 4 gols - Roteta 16 - Musampa 13 - 2 gols - Iznata 5 - Genilson 3 - Basti 2 - Burrezo 1 - Zárate 1 - Rafa 1 - Sánchez Broto 0 - Dorado 0 |

Entrenador: Joaquín Peiró Lucas 38

## Reial Societat
| - Alberto 37 - De Paula 34 - 9 gols - Sá Pinto 34 - 2 gols - Aranzábal 31 - 1 gol - López Rekarte 31 - 1 gol - Juan Gómez 31 - Loren 30 - 1 gol - De Pedro 27 - 3 gols - Idiakez 27 - 4 gols - Aranburu 27 - 3 gols - Pikabea 26 - 2 gols - Khokhlov 21 - 3 gols - Fuentes 21 - Bonilla 19 - 3 gols | - Gurrutxaga 16 - Jankauskas 19 - 4 gols - Aldeondo 14 - 1 gol - José Félix Guerrero 14 - 1 gol - Mutiu 14 - Antía 13 - 1 gol - Kühbauer 12 - Korino 9 - Llorente 8 - 1 gol - Barkero 6 - 1 gol - Jáuregi 5 - Íker Álvarez 3 - Sarriegi 0 |

Entrenador: Bernd Krauss 9, Javier Clemente Lázaro 29

## RCD Espanyol
| - Cristóbal 37 - Arteaga 37 - 4 gols - Toni Velamazán 34 - 6 gols - Tamudo 34 - 10 gols - Navas 33 - Sergio 32 - Galca 32 - 5 gols - De Lucas 30 - 4 gols - Roger 30 - 4 gols - Pochettino 29 - 1 gol - Cavallero 26 - Posse 26 - 3 gols - Serrano 24 - 3 gols - Benítez 23 - 7 gols - Nando 22 - 1 gol | - Rotchen 16 - 1 gol - Mora 13 - Manel 13 - 2 gols - Lopo 7 - Soldevilla 7 - Casartelli 5 - Molnar 4 - Korino 4 - Toledo 4 - Brnovic 1 - Santís 1 - David García 1 - Català 1 - Iván Díaz 1 |

Entrenador: Miguel Ángel Brindisi 20, Francisco Flores Lajusticia 18

## Racing de Santander
| - Mellberg 37 - Salva Ballesta 36 - 27 gols - Espina 36 - 2 gols - Munitis 35 - 6 gols - Sietes 32 - Vivar Dorado 32 - 6 gols - Amavisca 32 - 2 gol - Manjarín 31 - 2 gols - Arzeno 30 - 2 gols - Neru 26 - Rushfeldt 25 - 2 gols - Bestxàstnikh 24 - 1 gol | - Tais 22 - 1 gol - Ceballos 21 - Ismael 20 - 1 gol - Colsa 18 - Txema 18 - Lemmens 17 - Shustikov 11 - Billabona 5 - Morán 4 - Dani Roiz 2 - Pablo Casar 1 |

Entrenador: Gustavo Adolfo Benítez Benito 38

## Reial Oviedo
| - Esteban 38 - Pompei 37 - 4 gols - Paulo Bento 36 - 2 gols - Boris 35 - 1 gol - Losada 35 - 7 gols - Dely Valdés 34 - 11 gols - Danjou 34 - 2 gols - Rabarivony 32 - Onopko 31 - 2 gols - Eskurza 27 - Iván 23 - 2 gols - Dubovsky 19 - 2 gols - Rubén 18 - 3 gols | - Keita 17 - Juan González 16 - 2 gols - Nađ 16 - Amieva 15 - 1 gol - Fábio Pinto 14 - Ivan Ania 13 - 1 gol - Bango 11 - 3 gols - Jaime 10 - 1 gol - Claessens 8 - Corbo 6 - Óscar Álvarez 3 - Möller 1 - Unzué 0 |

Entrenador: Luis Aragonés 38

## CD Numancia
| - Núñez 37 - Nagore 37 - 1 gol - Muñiz 35 - Castaño 34 - 4 gols - Octavio 34 - 1 gol - Barbu 34 - 6 gols - Ojeda 33 - 3 gols - Pacheta 32 - 7 gols - Rivera 29 - 1 gol - Ivan Rocha 28 - 1 gol - Jaume 24 - Iñaki 24 - Rubén Navarro 22 - 10 gols - Belsué 20 - Caco Morán 19 - 2 gols | - Soria 14 - 1 gol - Delgado 13 - 5 gols - Morales 12 - 3 gols - Jorge Pérez 10 - Moreau 10 - Gabriel Popescu 7 - 1 gol - Raúl Muñoz 5 - Tito 5 - Eleder 4 - Urroz 1 - Diezma 0 - Manusovich 0 - Pepín 0 - Ángel Luis 0 - Raúl Rodríguez 0 |

Entrenador: Andoni Goikoetxea Olaskoaga 38

## Reial Betis
| - Prats 37 - 2 gols - Filipescu 36 - 1 gol - Alfonso 34 - 10 gols - Karhan 33 - 2 gols - Denilson 32 - 3 gols - Merino 28 - Crosa 28 - Benjamín 26 - Alexis 25 - Oli 24 - 1 gol - Finidi 24 - 8 gols - Romero 23 - Gàlvez 23 - 1 gol | - Otero 21 - Bornes 21 - Luís Fernández 21 - Ito 19 - 3 gols - Rivas 16 - 1 gol - Cuéllar 13 - Vidakovic 13 - Cañas 12 - 1 gol - Juan Jesús 3 - Valerio 1 - Solozábal 1 - Andrei 0 - Varela 0 |

Entrenador: Carlos Timoteo Griguol 22, Guus Hiddink 13, Faruk Hadzibegic 3

## Atlètic de Madrid
| - Valerón 35 - 4 gols - Hasselbaink 34 - 24 gols - Solari 34 - 6 gols - Gamarra 32 - Molina 31 - Bejbl 31 - Capdevila 31 - 2 gols - Aguilera 29 - 1 gol - Santi 28 - Gaspar 27 - Baraja 26 - 3 gols - Hugo Leal 23 - 1 gol - Kiko 20 - Correa 20 - 1 gol - Paunović 17 - 2 gols | - Roberto 15 - 1 gol - José Mari 12 - 2 gols - Chamot 12 - Njegus 11 - Celso Ayala 9 - 1 gol - Toni Jiménez 7 - Lardín 7 - Toni 7 - Mena 6 - Venturin 6 - Luque 6 - Gustavo 4 - Pilipauskas 4 - López 2 |

Entrenador: Claudio Ranieri 26, Radomir Antić 11, Fernando Zambrano Sánchez 1

## Sevilla FC
| - Juan Carlos 34 - 12 gols - Tsiartas 33 - 10 gols - Marchena 33 - Héctor 31 - Jesuli 31 - 3 gols - Nando 30 - Hibić 29 - Zalayeta 28 - 5 gols - Francisco 26 - Ángel 25 - Tabaré 25 - Quevedo 25 - 3 gols - Marcelo Otero 22 - 1 gol - Frode Olsen 18 - Olivera 18 - 2 gols - Valencia 18 - Víctor Salas 18 - 1 gol | - Prieto 17 - Loren 14 - 2 gols - Ivan Jurić 12 - 2 gols - Moya 10 - 1 gol - Podestá 10 - Germán Rojas 4 - Paco Mije 3 - Corona 2 - Soriano 2 - Rabajda 2 - Alfredo 1 - Bakero 1 - Marco 1 - Reyes 1 - Chuchi 1 - Fredi 0 |

Entrenador: Marcos Alonso Peña 27, Juan Carlos Álvarez Vega 11